# Pawlo Tarnowezkyj
Pawlo Heorhijowytsch Tarnowezkyj (ukrainisch Павло Георгійович Тарновецький, russisch Павел Тарновецкий/Pawel Tarnowezki; * 22. Februar 1961 in Storoschynez, Sowjetunion) ist ein ehemaliger ukrainischer Zehnkämpfer, der Ende der 1980er Jahre international für die Sowjetunion antrat.
Seine erfolgreichste Saison hatte er 1987. Bei den Leichtathletik-Weltmeisterschaften in Rom gewann er mit persönlicher Bestleistung von 8375 Punkten die Bronzemedaille hinter dem Ostdeutschen Torsten Voss (8680 Punkte) und dem Westdeutschen Siegfried Wentz (8461 Punkte). Im selben Jahr siegte er beim prestigeträchtigen Mehrkampf-Meeting Décastar in Talence. 1988 wurde er beim Mehrkampf-Meeting Götzis Sechster und belegte bei den Olympischen Spielen in Seoul den zehnten Rang.